# Lukas Sieber
Lukas Sieber (* 20. Februar 1994 in Widnau, Schweiz) ist ein Schweizer Eishockeystürmer, der seit 2016 beim EHC Chur in der Schweizer 1. Liga spielt.

## Karriere
Sieber begann seine Karriere beim SC Rheintal und wechselte 2008 in die Juniorenabteilung des HC Davos, wo er alle Stufen durchlief.
In der Saison 2011/12 sollte Sieber seine erste Saison bei den Elite-A-Junioren spielen. Bereits nach einem Spiel wurde er in die erste Mannschaft berufen, wo er am 10. September 2011 im Alter von 17 Jahren sein Debüt in der National League A gab. Sieber überzeugte, so dass er zum Stammspieler wurde. Sein erstes NLA-Tor erzielte er am 29. Oktober im Spiel gegen die ZSC Lions. Als junger Spieler wurde er oft in der vierten Linie eingesetzt und erzielte insgesamt sechs Scorerpunkte. Ebenfalls nahm Lukas Sieber am 85. Spengler Cup 2011 teil, wo er in drei Spielen eingesetzt wurde.
Zu Beginn der Saison 2012/13 gehörte Sieber zunächst zur ersten Mannschaft, wurde jedoch nach zwei Spielen zu den Junioren versetzt, da ihm der 19-jährige Enzo Corvi vorgezogen wurde. Als der Verein mit Verletzungssorgen zu kämpfen hatte, wurde Sieber in die erste Mannschaft zurückgeholt.
Während der Saison 2014/15 wurde Sieber an die Rapperswil-Jona Lakers ausgeliehen und kehrte zur folgenden Saison zum HC Davos zurück. In der folgenden Saison wurde er zeitweise an den EV Zug ausgeliehen.
Seit 2016 spielt Sieber beim EHC Chur in der 1. Liga.

## Karrierestatistik

### International
(Legende zur Spielerstatistik: Sp oder GP = absolvierte Spiele; T oder G = erzielte Tore; V oder A = erzielte Assists; Pkt oder Pts = erzielte Scorerpunkte; SM oder PIM = erhaltene Strafminuten; +/− = Plus/Minus-Bilanz; PP = erzielte Überzahltore; SH = erzielte Unterzahltore; GW = erzielte Siegtore; 1 Play-downs/Relegation; Kursiv: Statistik nicht vollständig)